# Папијано (Арецо)
Папијано је насеље у Италији у округу Арецо, региону Тоскана.
Према процени из 2011. у насељу је живело 198 становника. Насеље се налази на надморској висини од 593 м.